# Peace and Noise
Albums de Patti Smith
Gone Again
(1996) Gung Ho
(2000)
Singles
1. 1959
Sortie : 1997

Peace and Noise est un album studio de Patti Smith, sorti le 30 septembre 1997. 
La chanson 1959, relative à l'invasion du Tibet par la Chine, a été nommée aux Grammy Awards en 1998 dans la catégorie Meilleure chanteuse rock (Best Female Rock Vocal Performance). L'album est en partie dédié à William S. Burroughs.

## Liste des titres
| No  | Titre               | Auteur                                | Durée |
| --- | ------------------- | ------------------------------------- | ----- |
| 1.  | Waiting Underground | Patti Smith, Oliver Ray               | 5:20  |
| 2.  | Whirl Away          | Smith, Lenny Kaye, Ray                | 5:01  |
| 3.  | 1959                | Smith, Tony Shanahan                  | 3:58  |
| 4.  | Spell               | Allen Ginsberg, Ray                   | 3:17  |
| 5.  | Don't Say Nothing   | Smith, Jay Dee Daugherty              | 5:52  |
| 6.  | Dead City           | Smith, Ray                            | 4:15  |
| 7.  | Blue Poles          | Smith, Ray                            | 5:19  |
| 8.  | Death Singing       | Smith                                 | 3:44  |
| 9.  | Memento Mori        | Smith, Kaye, Ray, Daugherty, Shanahan | 10:34 |
| 10. | Last Call           | Smith, Ray                            | 5:09  |

## Personnel

### Musiciens
- Patti Smith : chant, clarinette
- Lenny Kaye : guitare, pedal steel guitar
- Jay Dee Daugherty : batterie, orgue, harmonica
- Tonny Shanahan : basse, piano
- Oliver Ray : guitare

### Chœurs
- Michael Stipe : chœurs

## Classements
| Classement                   | Meilleure position |
| ---------------------------- | ------------------ |
| Allemagne (Media Control AG) | 99                 |
| États-Unis (Billboard 200)   | 152                |
| Suède (Sverigetopplistan)    | 47                 |